# Sarah Ammerman
Sarah Julie Ammerman (* 7. Oktober 1987 in Anchorage) ist eine ehemalige US-amerikanische Volleyballspielerin.

## Karriere
Ammerman wurde als zweitälteste einer zehnköpfigen Familie in Anchorage geboren. Sie spielte nach dem College (Texas A&M) zunächst in der puerto-ricanischen Liga für Leonas de Ponce. 2011 ging sie für ein Jahr nach Slowenien zu Nova KBM Branik Maribor. Danach wechselte sie in die Deutsche Bundesliga zu VT Aurubis Hamburg. 2014 spielte sie für die Cignal HD Spikers in der philippinischen Supa Liga. 2015 wechselte sie für eine Saison zurück zu Nova KBM Branik Maribor.